# مصطفى التريكي
مصطفى عبد السلام التريكي (1929 - 15 أكتوبر 2010)، رجل دين ليبي. تلقى العلوم الإسلامية في مدارس مصراتة وزاوية عبد السلام الأسمر بزليتن ثم انتقل إلى الأزهر ليتحصل على أعلى الشهادات، وأضحى من أهم من قام عليهم التعليم الديني في ليبيا...شارك في العديد من الفاعليات الإسلامية في مختلف أنحاء العالم..وكانت له حلقات علمية في المسجد النبوي بالمدينة المنورة والمسجد الحرام بمكة المكرمة استمرت لمدة عشرين عاما. توفي يوم الجمعة الموافق 2010.10.15 في ألمانيا إثر مرض عضال.

## السيرة الذاتية
- حفظ القرآن الكريم على يد الشيخ علي بن أحمد بن حسن المنتصر بزاوية البي بمدينة مصراتة برواية قالون عن نافع وذلك في سنة 1946 م.
- تلقى العلوم الشرعية في مبادئ الفقه والنحو على يد الشيخ محمد السهولي.
- وبزاوية سيدي أحمد زروق بمدينة مصراتة تلقى علوم النحو والصرف والبلاغة والفقه والفرائض وغيرها من العلوم الشرعية حتى سنة 1948م.
- انتقل إلى زاوية سيدي عبد السلام الأسمر في زليتن سنة 1948م وتلقى فيها العلوم على يد الشيخين الكبيرين (منصور أبو زبيدة الفيتوري – أبوبكر حمير) منها تحصل على الشهادة الأهلية وهي أعلى شهادة بالزاوية الأسمرية.
- التحق بجامعة الأزهر الشريف سنة 1951م.
- التحق بمعهد البعوث الإسلامية (بالسنة الرابعة) بعد امتحان المعادلة.
- التحق بكلية الشريعة (بالسنة الثانية) بعد امتحان المعادلة تحصل على الشهادة العالمية والتي تعتبر أعلى الشهادات بالأزهر الشريف في ذلك الوقت.
- تخصص في القضاء، وتلقى العلم في المجال القضائي على يد علماء أجلّاء وعلى رأسهم:
- فضيلة الشيخ / محمود شلتوت- علم التفسير. الدكتور / مصطفى الحفناوي – القانون الدولي العام. ومنها تحصل على الشهادة العلمية (الأستاذية) من كلية الشريعة وهي أعلى شهادة في الأزهر الشريف في ذلك الوقت.
- التحق بمعهد الدراسات العربية التابع لجامعة الدول العربية بالقاهرة، ودرس فيه علوم منها علم المقارنة بين الشريعة والقانون على يد مجموعة من العلماء العظام وكان على رأسهم:
- الدكتور عبد الرزاق السنهوري في مادة مقارنة علم القانون بالفقه الإسلامي.
- فضيلة الشيخ محمد أبو زهرة في مادة الشريعة الإسلامية (وكيل كلية الحقوق في جامعة القاهرة سنة 1958م).
- في سنة 1954 انتخب رئيسا للنادي الثقافي لطلبة ليبيا بالقاهرة وفي هذه السنة وحد بين طلبة برقة وطرابلس وبين الأزهريين والجامعيين في النادي.

## الوظائف
- عين قاضيا من الدرجة الأولى بمدينة الخمس بمرسوم ولائي في 12 فبراير 1958م واستقال في 24 فبراير 1958م قبل أداء اليمين وذلك عندما تم توحيد بين القضاء الشرعي والمدني. عين مدرسا بمعهد أحمد باشا الديني بمدينة طرابلس حتى سنة 1960 م.
- عين رئيسا لبعثة الحجيج الليبية، وذلك في سنة 1960م-1980م وكان معه كلا من الشيخ محمد المدني الشويرف والشيخ عيسى الفاخري من مدينة اجدابيا بولاية برقة.
- مديرا للوعظ والإرشاد، وإدارة المساجد بمدينة البيضاء - ليبيا.
- رئيس تحرير مجلة الهدي الإسلامي سنة 1961م.
- أستاذ وعميد كلية أصول الدين بجامعة محمد بن علي السنوسي بمدينة البيضاء وذلك سنة 1962م حتى سنة 1972م وفي هذه الأثناء أنتدب مديرا عاما لجامعة محمد بن علي السنوسي بمدينة البيضاء.[2]
- مدرسا بجامعة الفاتح (كلية التربية) سنة 1972م.
- رئيسا لمجموعة من المشايخ الذين أوكل إليهم إعادة تأهيل ثلاثين شيخا بمعهد أحمد باشا الديني بمدينة طرابلس وذلك ابتداء من سنة 1972م حتى سنة 1976م بقرار من مجلس قيادة الثورة، لمدة أربعة سنوات وكان من ضمن المشايخ الذين تم تأهيلهم.

الشيخ أحمد قدور.
الشيخ سالم الماقورى.
الشيخ عبد الله على القراضي.
- درّس مادة الحضارة الإسلامية بجميع كليات جامعة الفاتح.
- درّس طلبة الدراسات العليا (الماجستير) في علم الفرائض.
- ظل مدرسا جامعيا حتى تقاعد في سنة 1993 م.

## المهام الدينية
- سنة 1965 م ترأس وفد طلابي من جامعة محمد بن علي السنوسي بمدينة البيضاء لزيارة جمهورية مصر العربية وفلسطين.
- 1965 م كان ممثلا لليبيا في مؤتمر الرابطة الإسلامية بمكة المكرمة ضمن وفد مكون من (المفتي – شيخ الجامعة – شيخ الزوايا).
- 1966م ترأس الوفد المكلف بحضور المؤتمر الإسلامي بالقدس الشريف ومنها زار الأماكن المقدسة (الخليل – بيت لحم – وغيرها) وألقى بها بعض الدروس والمحاضرات وكان هذا بعد عام النكبة.
- 1967 م ترأس وفدا للمؤتمر الإسلامي في باكستان وكان هذا المؤتمر لاختيار المخطوطات الإسلامية.
- زار الأماكن الإسلامية التالية: (القدس -لاهور – كراتشي – إسلام أباد – كما زار تاج محل بالهند الذي يعتبر من عجائب الدنيا السبع).
- 1968 م كان ممثلا لليبيا في المغرب في ذكرى مرور 14 قرن على نزول القرآن الكريم وكان ضيفا على الملك (الملك الحسن الثاني) وألقى الدروس الحسنية بشهر رمضان المبارك.
- 1978م ترأس وفد جامعة الفاتح لزيارة جامعة لاغوس بنيجيريا وكان معه الشيخ محمد المقوز.
- 1979- 1980 م ألقى محاضرات بالمركز الإسلامي في لوس أنجلس ولاية كالفورنيا وكما زار هيئة الأمم المتحدة ونيويورك وواشنطن.
- 1981-1982م ألقى دروسا في الرباط – الدار البيضاء – مراكش ومدينة فاس بالمغرب.
- تحصل على وسام الكفاءة الفكرية من الملك الحسن الثاني، ملك المغرب.
- كرّمته جامعة الفاتح لأقدميته بالتدريس بزيارة الحرمين الشريفين.
- له كرسي بالحرمين الشريفين (المسجد الحرام – المسجد النبوي الشريف) لمدة 20 عاما في أيام الحج بعد حصوله على إذن من السلطات السعودية.
- ألقى دروسا مسجلة بالإذاعتين المرئية والمسموعة في شؤون الحج وفقه العبادات.
- درّس صحيح البخاري وعلم التوحيد والفقه والتفسير في مسجد بن نابي بمدينة طرابلس.
- درّس لمدة تناهز الثلاثين سنه بجامع الناقة بالمدينة القديمة بطرابلس الذي أسسه جوهر الصقلي في عهد الدولة الفاطمية.
- ألقى محاضرات بمسجد أسامة بن زيد وغيرها من المساجد بمدينة طرابلس بشهر رمضان المبارك.
- كان مشاركا في المناسبات والاحتفالات الدينية والاجتماعية ويعتبر علامة فارقة في افتتاح المساجد في جميع أنحاء البلاد.
- كرّمته الدولة الليبية، في حفل كبير، بمنحه وسام الفاتح.
- اختير الشخصية الإسلامية المميزة لسنه 2008 من قبل جمعية واعتصموا.

## مقالات ذات صلة
- عبد السلام الأسمر
- أحمد زروق
- عبد الواحد الدكالي
- أحمد الشارف
- عارف النايض
- مدرسة عثمان باشا
- قائمة علماء الدين المسلمين الليبيين